# Monteflavio
Monteflavio és un comune (municipi) de la ciutat metropolitana de Roma, a la regió italiana del Laci, situat uns 35 km al nord-est de Roma. L'1 de gener de 2018 tenia 1.285 habitants.
Monteflavio limita amb els municipis de Licenza, Montorio Romano, Moricone, Palombara Sabina, San Polo dei Cavalieri i Scandriglia.